# Avril 2006

## Actualités du mois

### Samedi1eravril2006
- France : la coordination nationale, réunissant des étudiants et lycéens en lutte contre la précarité (notamment la loi pour l'égalité des chances, le CNE et les suppressions de poste dans l'éducation nationale) s'est réunie samedi et dimanche sur l'université de Lille III afin de décider des suites à donner au mouvement. La prochaine coordination nationale aura lieu à Lyon le week-end suivant.
- Italie : Abdul Rahman arrive à Rome et remercie le pape Benoît XVI et le gouvernement italien pour l’avoir accueilli alors qu’il était menacé de mort dans son pays.
- France : concert « Non à l’immigration jetable » à Paris : plusieurs dizaines de milliers de participants.

### Dimanche2 avril 2006
- France : plusieurs dizaines de milliers de participants au concert « Non à l'immigration jetable » à Paris.

### Mardi4 avril 2006
- Canada : ouverture de la 39e législature du Parlement du Canada à Ottawa, avec la lecture du discours du Trône lu par la gouverneure générale Michaëlle Jean, et préparé par le premier ministre Stephen Harper[1].
- France : manifestations dans toute la France a l'appel de la coordination nationale étudiante et lycéenne contre la loi pour l'égalité des chances, le CNE et les suppressions de poste dans l'éducation nationale.
- France : le Sénat examine à nouveau la loi SRU qui instaure 20 % de logements sociaux.

### Mercredi5 avril 2006
- États-Unis : Delphi Corporation, le second plus gros fabricant au monde de pièces détachées automobiles, a annoncé un plan de restructuration.
- Canada : le gouvernement canadien a gelé ses aides à la Palestine.
- Colombie : selon le HCR les communautés indigènes sont menacées.
- Somalie : la Somalie et l'Afrique de l'Est font face à la pire sécheresse depuis dix ans.

### Jeudi6 avril 2006
- Italie : des terroristes qui voulaient faire exploser le métro de Milan et la basilique San Petronio à Bologne ont été appréhendés.
- Royaume-Uni : un cygne atteint du virus H5N1 a été trouvé en Écosse.

### Samedi8 avril 2006
- Palestine : les États-Unis et l’Union européenne ont à leur tour suspendu toutes les aides directes à l’Autorité palestinienne après la formation d'un gouvernement par le Hamas.

### Dimanche9 avril 2006
- Pérou : Élection présidentielle. Aucun candidat n'a obtenu plus de 50 % des suffrages. Un second tour aura lieu en mai prochain. Élection du Congrès et du Parlement Andin.
- Terrorisme, Attentats du 7 juillet 2005 à Londres : The Observer de ce jour, révèle que d'après un rapport devant être rendu au Ministère de l'Intérieur britannique et publié dans sa version définitive dans quelques semaines, Al-Qaïda n'a joué aucun rôle dans ces attentats. La Libre Belgique
- Italie : Élections législatives italiennes qui opposent l'Union, la coalition de gauche de Romano Prodi, à la Maison des libertés, la coalition de droite du président du Conseil sortant Silvio Berlusconi.

Tout sur avril et 2006.

### Lundi10 avril 2006
- France, CPE : Jacques Chirac et Dominique de Villepin ont retiré lundi le CPE (contrats première embauche) après plus de deux mois de crise politique et sociale, une décision saluée comme une victoire par les syndicats et l'opposition parlementaire[2].
- Italie : résultats de l'élection parlementaires 2006 en Italie.
- France, États-Unis :  Lucent Technologies et Alcatel ont annoncé leur fusion.
- Guinée-Bissau : au moins 60 soldats bissau-guinéens ont été tués et plusieurs autres blessés depuis le début des affrontements, le 14 mars dernier, entre l’armée bissau-guinéenne et la branche armée du Mouvement des forces démocratiques de Casamance (MFDC).

### Mardi11 avril 2006
- Italie : élections législatives en Italie. Victoire officielle de la coalition de L'Union, dirigée par Romano Prodi.
- France : disparition de l'acteur Daniel Rialet.
- France : campagne de vaccination contre le Méningocoque B responsable d'une forme de Méningite.
- Monde : Les gouvernements américain et anglais rejettent tout plan d'attaque nucléaire sur l'Iran.
- États-Unis : les immigrés à nouveau dans la rue dans plus de 130 villes américaines pour réclamer une vaste réforme de l'immigration et la régularisation des sans-papiers.

### Mercredi12 avril 2006
- France : vers une interdiction totale de fumer dans les lieux publics en France.
- Polynésie française : vote par le conseil des ministres d'un moratoire sur la chasse aux requins interdisant le finning (chasse aux requins pour les ailerons) et le feeding (nourrissage des requins dans les lagons). Ce moratoire est valable pour 2006 et 2007.

### Jeudi13 avril 2006
- France : grève des journalistes de France-Soir.
- Bruxelles, Belgique : meurtre de Joe Van Holsbeeck à la gare centrale pour un lecteur mp3.
- Territoires palestiniens occupés : dans la bande de Gaza, 1 000 obus israéliens sont tombés en quelques jours, ainsi que plusieurs missiles qui ont fait une vingtaine de morts dont trois enfants et de nombreux blessés.

### Samedi15 avril 2006
- France : Football. Ligue 1:Lille bat Bordeaux 3-2 ce qui sacre Lyon champion de France pour la 5e fois consécutive, ne pouvant plus être rattrapé.

### Dimanche16 avril 2006
- Turquie : Attentat non revendiqué à Istanbul, une trentaine de blessés.

### Lundi17 avril 2006
- Mexique : Un autocar transportant des touristes mexicains est tombé du haut d'une falaise de près de 200 m dans l'État de Veracruz, faisant au moins 57 morts.
- Israël : Un attentat-suicide perpétré devant l'ancienne gare routière de Tel-Aviv fait neuf morts et 62 blessés. Il est revendiqué par les Brigades des martyrs d'Al-Aqsa et le Jihad islamique. Le Hamas qualifie cet acte de défense légitime, tandis que Mahmoud Abbas condamne et fait appel à l'aide de la communauté internationale.
- Sortie du single Vicarious du groupe de rock progressif américain Tool.

### Jeudi20 avril 2006
- Népal : Le conflit entre le roi Gyanendra Bir Bikram Shah Dev du Népal et la coalition des sept principaux partis politiques du pays prend des allures de plus en plus sanglantes.

### Mardi25 avril 2006
- ONU : Le Conseil de sécurité des Nations unies adopte la résolution 1671 (2006) autorisant le déploiement temporaire d'une force de l'Union européenne (« Eufor R.D Congo ») destinée à soutenir la MONUC durant la période entourant les élections en République démocratique du Congo.

### Vendredi28 avril 2006
- L'album Sang-froid de Sinik risque d'être interdit de vente.

### Samedi29 avril 2006
- Football: Le Paris Saint-Germain bat l'Olympique de Marseille 2-1 en finale de la Coupe de France.

- 4e édition du festival alternatif BetiZFest à Cambrai : From Deathcore to Digital Hard-core.

- Concert de Légende de Daft Punk au festival de Coachella.

### Dimanche30 avril 2006
- Serbie : Fin de l'ultimatum de l'Union européenne (UE) sur la capture de Ratko Mladic et sa remise à la justice internationale. Ratko Mladic est accusé de génocide, crimes de guerre et crimes contre l'humanité lorsqu'il était le chef militaire des Serbes de Bosnie durant la Guerre en Bosnie entre 1992 et 1995. Les principaux faits reprochés sont ceux qui se sont déroulés lors du massacre d'environ 8 000 musulmans à Srebrenica. Selon le Tribunal pénal international pour l'ex-Yougoslavie (TPIY) chargé du dossier, Ratko Mladic se cache en Serbie, sous la protection de certains membres de l'armée et vivait à la vue de tous à Belgrade jusqu'en 2002, toujours protégé par l'armée. La fin de cette ultimatum annonce la suspension des négociations sur un accord d'association entre la Serbie et l'UE, qui est la première étape d'adhésion à l'UE. Olli Rehn, le commissaire à l'Élargissement a déclaré le 28 avril après une rencontre avec Vuk Draskovic, le chef de la diplomatie serbe, qu'il « apprécie les efforts engagés par le gouvernement serbe pour s'attaquer au réseau de soutien de Ratko Mladic, mais il est grand temps de terminer le travail et de localiser, arrêter et transférer Ratko Mladic à La Haye sans délai ». Pour sa part, Zoran Stojkovic, le ministre de la Justice serbe a déclaré que la capture souffre de problèmes techniques et non politiques. La Serbie est aussi sous pression pour la capture d'un autre fugitif, Radovan Karadžić.